# Edifício Gran Garaje
O Gran Garaje é um edifício Art Nouveau de 1915, localizado no centro de Pontevedra, em Espanha.

## Localização
O edifício está localizado na rua Benito Corbal 8, no centro comercial e pedonal da cidade, perto da Praça da Ferraria em Pontevedra, Espanha.

## História
O edifício foi construído em 1915 na antiga rua Progreso, de acordo com um projecto do arquitecto Maximiliano Limeses Artime. Foi construído em um terreno onde existiam algumas garagens antigas. A construção do edifício foi feita para servir de parada para carruagens.
Nos anos 60, com a crescente circulação do automóvel na cidade, a sua fachada foi reformada, o novo telhado foi construído e o edifício passou a chamar-se Gran Garaje, servindo assim como um estacionamento pago com uma capacidade para 75 veículos (daí o seu nome). Nos anos 70, as partes laterais da entrada do edifício eram utilizadas como duas pequenas lojas, uma para lembranças e outra para brinquedos. Nos anos 80, anos de grande especulação imobiliária na cidade, foi salvo da demolição para a construção de um prédio de vários andares quando a sua venda não foi bem sucedida, deixando à vista as paredes divisórias dos grandes edifícios que o rodeam.
Em 2014, o parque de estacionamento e as duas pequenas lojas à entrada foram fechadas definitivamente. Após uma reforma completa da fachada e do interior, o edifício foi inaugurado a 5 de maio de 2017 como loja de moda da cadeia de roupa Mango.

## Descrição
O edifício tem uma fachada Art Nouveau  e um interior amplo, espacioso e diáfano, devido à função original para a qual foi projectado. Tem uma área de 900 metros quadrados.
É um edifício com um rés-do-chão e um só corpo. A fachada branca tem uma grande porta quadrada de madeira embutida no centro  e duas portas alongadas com arcos baixos em cada lado. O telhado, classificado e protegido como um elemento patrimonial, é composto por uma lanterna, uma treliça e uma inclinação do telhado datada de 1965.
A decoração art nouveau com motivos florais está centrada acima das 4 portas laterais. O friso superior é ricamente decorado e a parte central da fachada por cima da grande porta de entrada é coroada por um frontão circular emoldurado entre duas pequenas colunas, sob as quais se encontra a inscrição em relevo Gran Garaje.

## Galeria

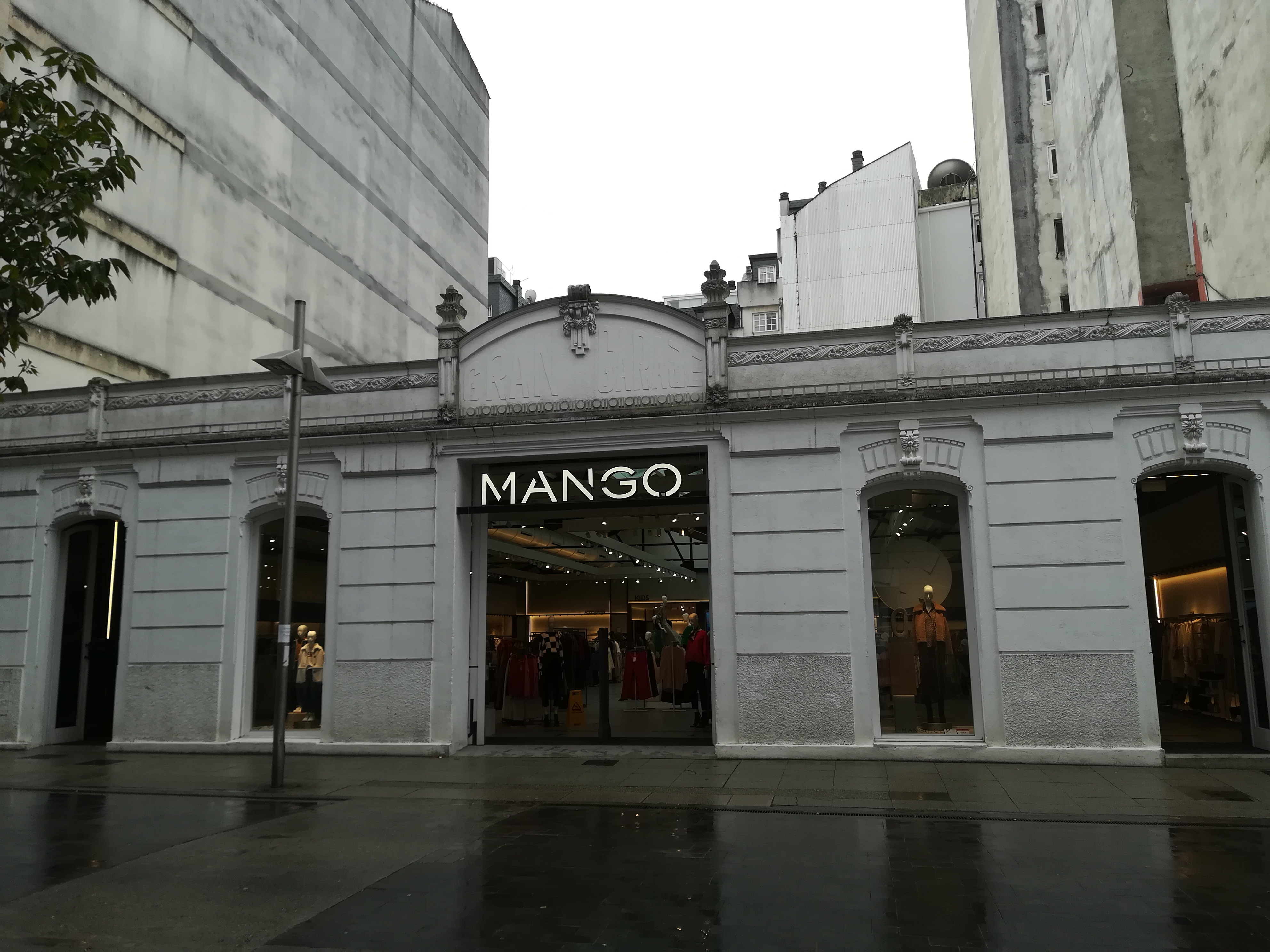
Fachada
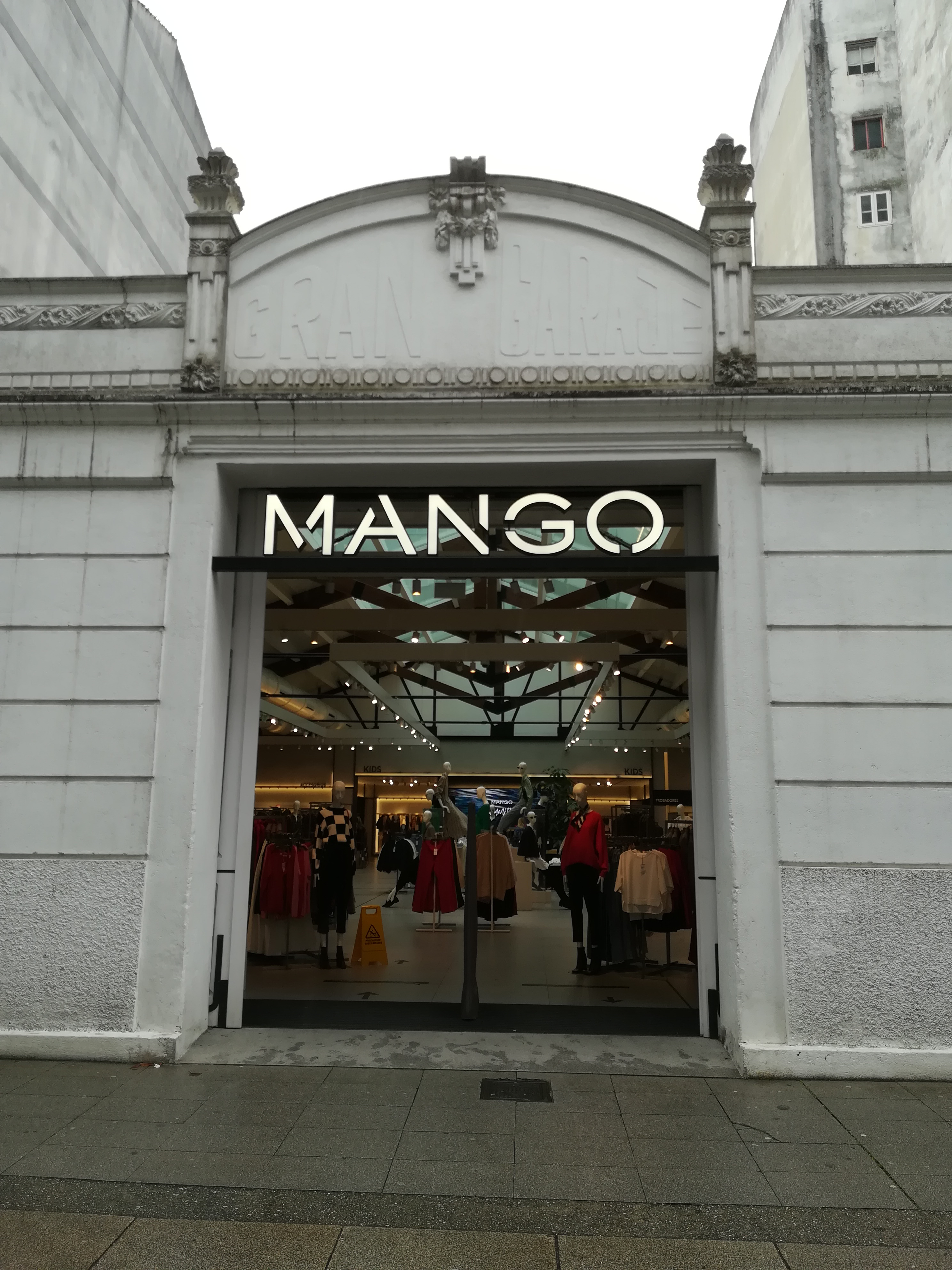
Entrada
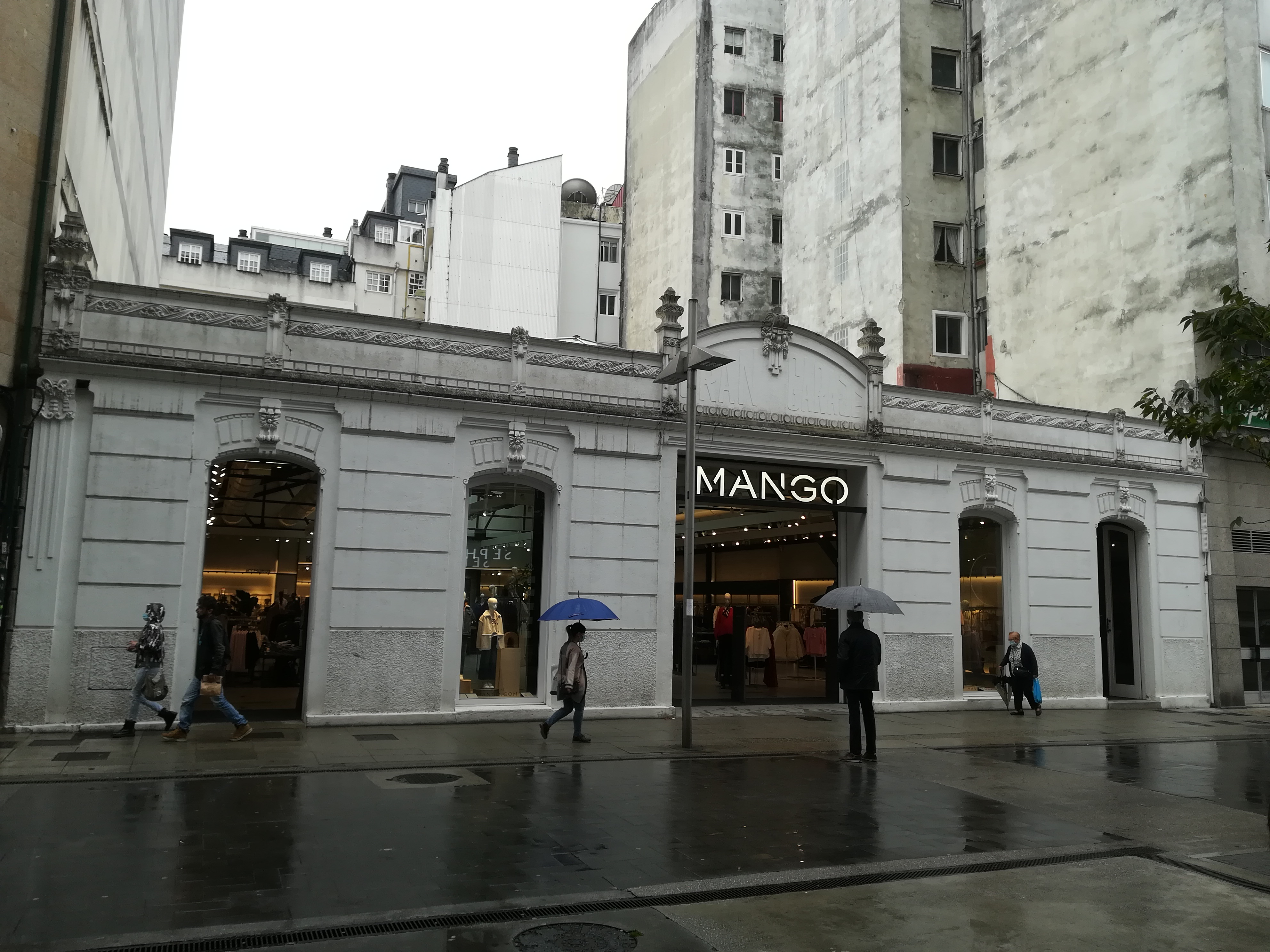
Fachada e loja Mango
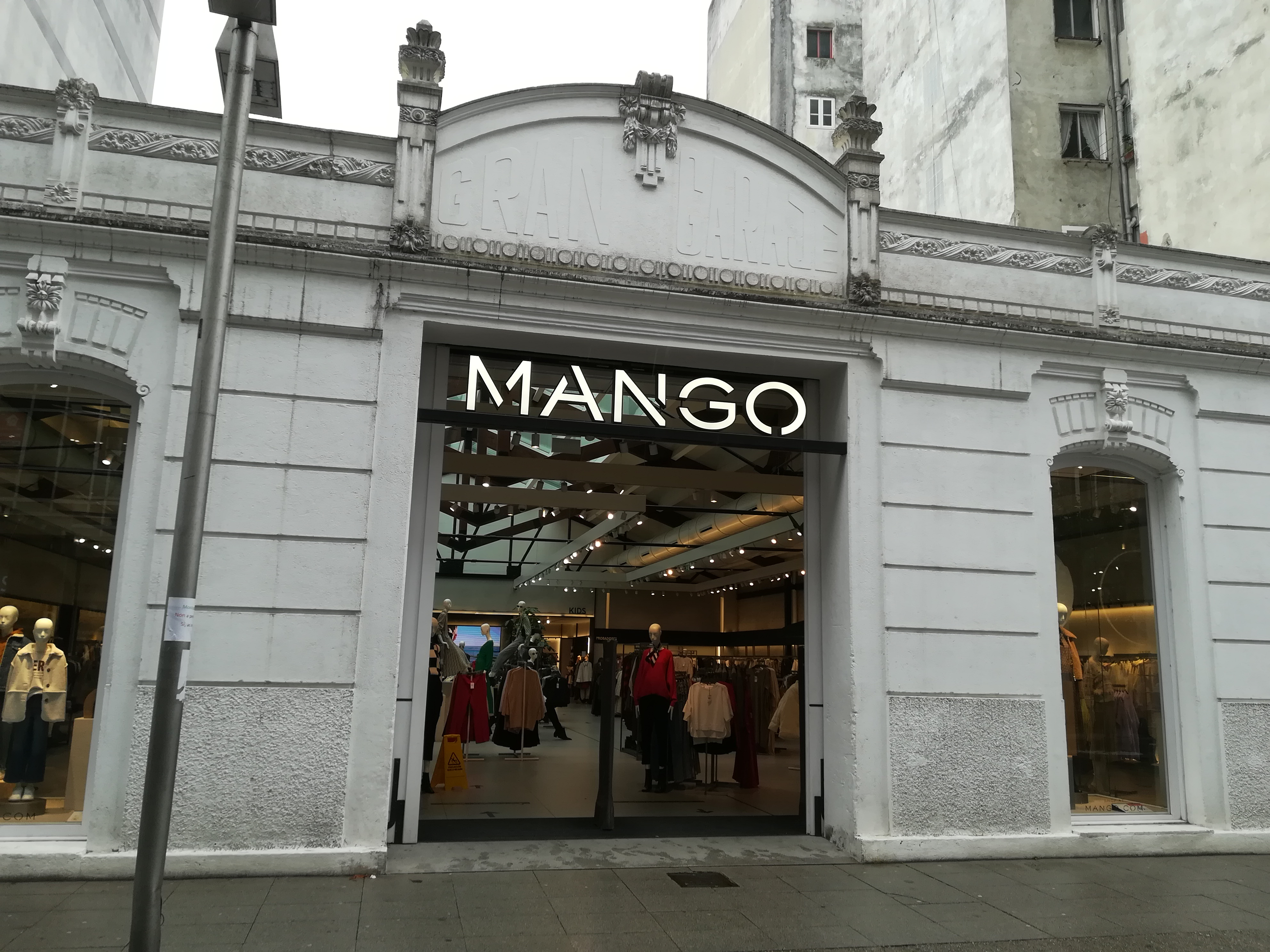
Secção central
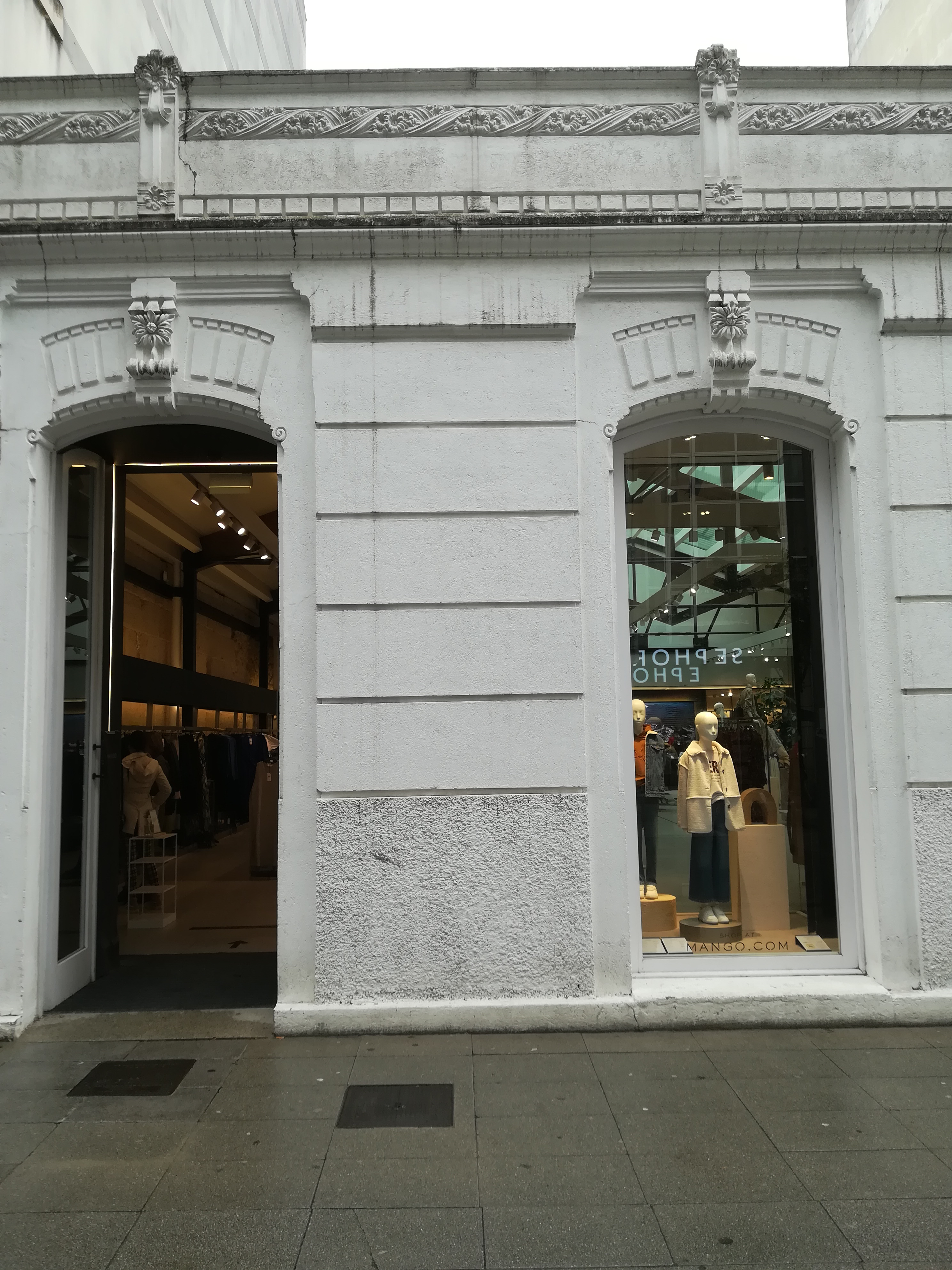
Portas do lado esquerdo
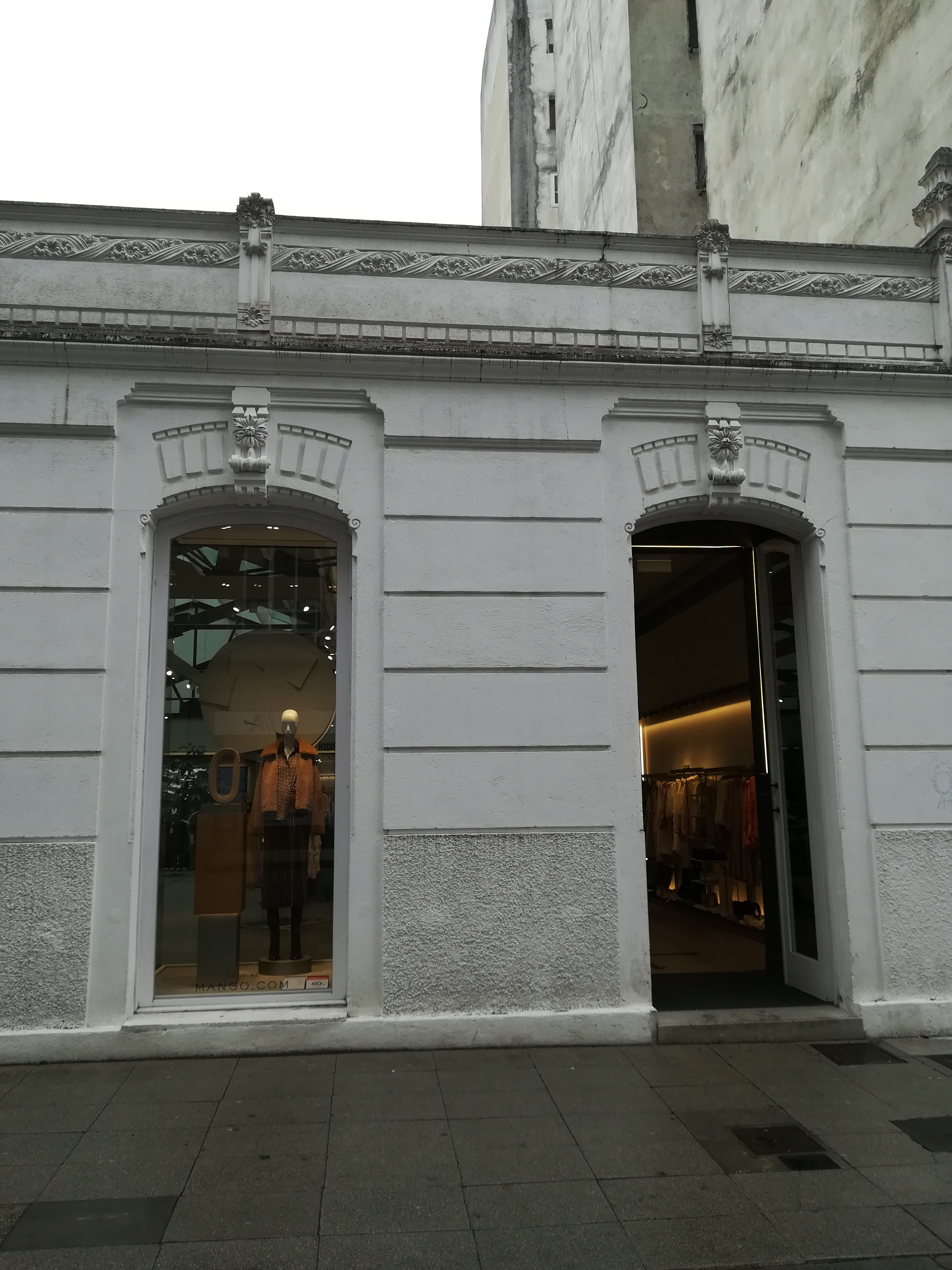
Portas do lado direito
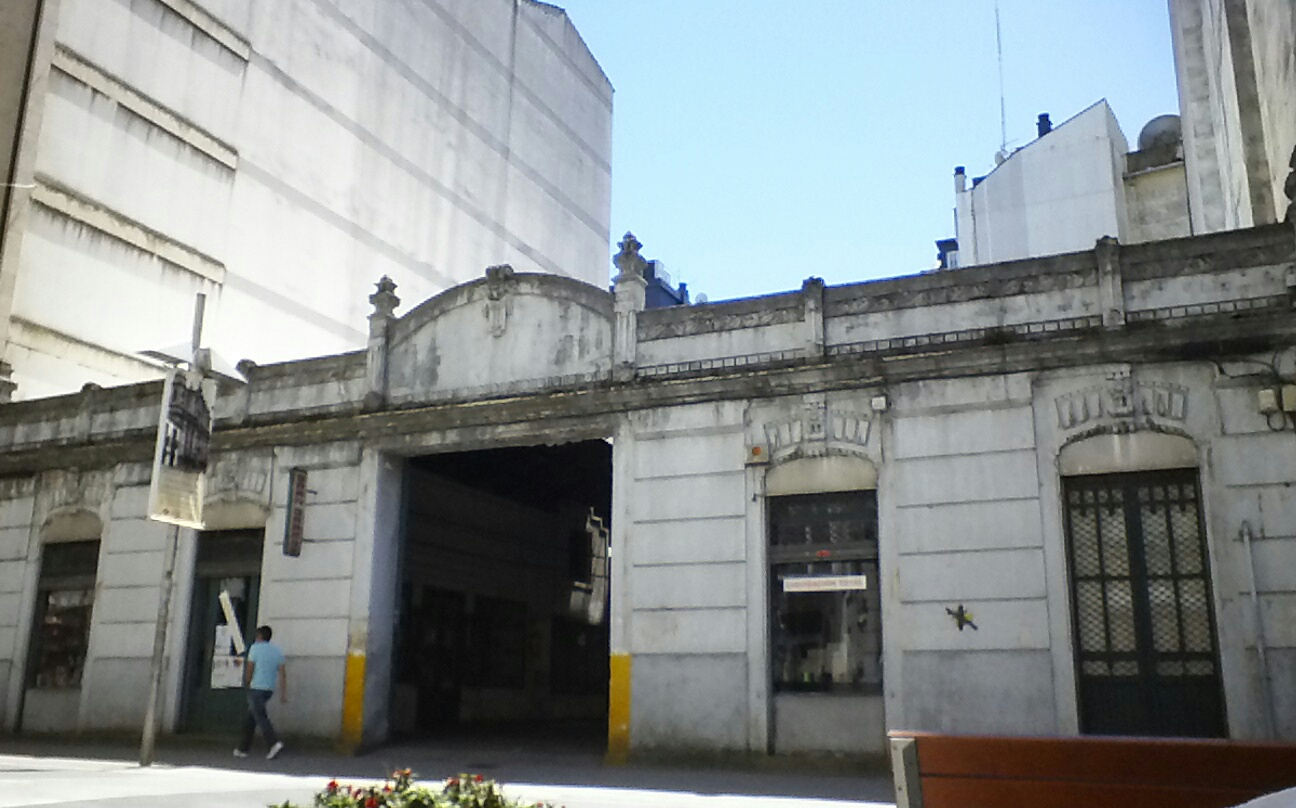
O edifício do Gran Garaje em 2014 antes da sua renovação

### Outros artigos
- Rua Benito Corbal
- Café Moderno (Pontevedra)
- Escola secundária Valle-Inclán